# Ngọc nữ lá chân vịt
Ngọc nữ lá chân vịt, xích đồng lá chân vịt hay mò đỏ lá chân vịt (danh pháp: Clerodendrum palmatolobatum) là một loài thực vật có hoa trong họ Hoa môi phân bố ở Campuchia và Việt Nam. Loài này được Dop mô tả khoa học đầu tiên năm 1935.

## Mô tả
Cây thảo cao 1m hay hơn. Thân vuông, ít phân cành. Lá mọc đối, cuống có rãnh; gốc hình tim, chia 5 thùy không đều, mép khía răng nhỏ, mặt trên lá màu sẫm tối. Cụm hoa hình xim hai ngả mọc ở ngọn thân. Cuống cụm hoa và hoa đều có màu đỏ; nhị và nhuỵ mọc thò ra ngoài. Quả hạch màu đen nằm trong đài hoa màu đỏ tồn tại.

## Hình ảnh

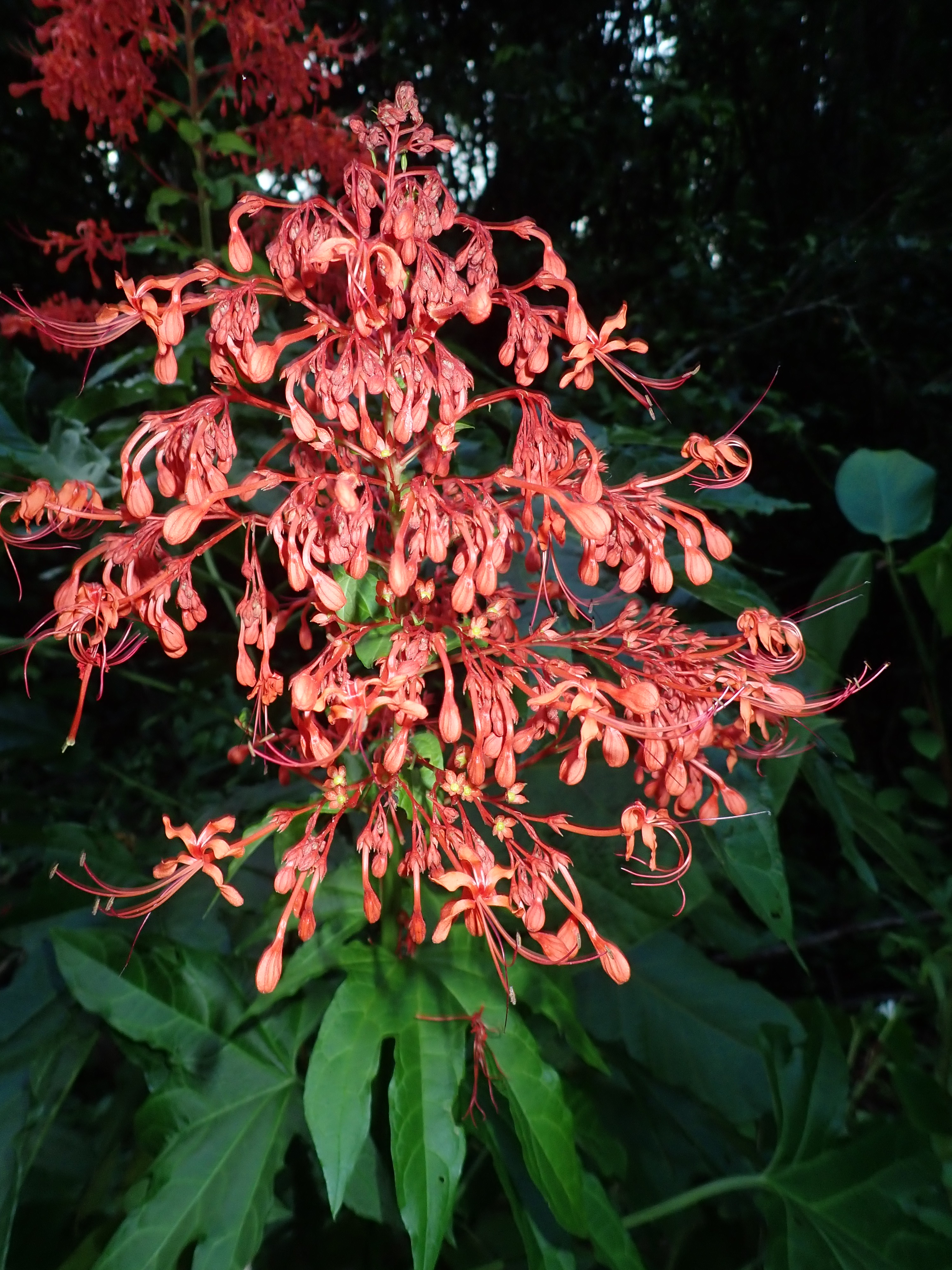
Hoa ở Vườn quốc gia Cát Tiên